# トーニャ・ビュフォード＝ベイリー
トーニャ・ビュフォード＝ベイリー（Tonja Buford-Bailey、1970年12月13日 - ）は、アメリカ合衆国オハイオ州デイトン出身の元陸上競技選手である。
1995年の世界選手権の400mハードル決勝では、キム・バッテン（アメリカ）との壮絶なデッドヒートを演じた。100分の1秒差で競り負けたものの、当時の世界記録52秒74を上回る52秒62の好記録で銀メダルを獲得した。
1996年アトランタオリンピック400mハードルでは、デオン・ヘミングス（ジャマイカ）、バッテンに次いで銅メダルを獲得した。

## 主な成績
| 年   | 大会                     | 場所                         | 種目         | 結果 | 記録   |
| ---- | ------------------------ | ---------------------------- | ------------ | ---- | ------ |
| 1993 | 世界選手権               | シュトゥットガルト（ドイツ） | 400mハードル | 5位  | 54秒55 |
| 1993 | IAAFグランプリファイナル | ロンドン（イギリス）         | 400mハードル | 5位  | 55秒35 |
| 1995 | 世界選手権               | ヨーテボリ（スウェーデン）   | 400mハードル | 2位  | 52秒62 |
| 1995 | IAAFグランプリファイナル | モンテカルロ（モナコ）       | 400mハードル | 2位  | 53秒69 |
| 1996 | オリンピック             | アトランタ（アメリカ合衆国） | 400mハードル | 3位  | 53秒22 |
| 1997 | 世界選手権               | アテネ（ギリシャ）           | 400mハードル | 6位  | 54秒77 |
| 2001 | 世界選手権               | エドモントン（カナダ）       | 400mハードル | 4位  | 54秒55 |
| 2001 | IAAFグランプリファイナル | メルボルン（オーストラリア） | 400mハードル | 1位  | 54秒58 |

## 記録
- 200m － 23秒16 （1993年7月2日）
- 400mH － 52秒62 （1995年8月11日、世界歴代7位）